# Невірний хлопець
Невірний хлопець — інтернет-мем, заснований на стоковому фото 2015 року іспанського фотографа Антоніо Гіллема. Користувачі соціальних мереж почали використовувати це зображення як мем на початку 2017 року, а у серпні того ж року воно стало вірусним.
Стокове зображення було зроблено в місті Жирона (Іспанія) в середині 2015 року. Воно було завантажено в «Shutterstock» з підписом: «Невірний чоловік, що йде зі своєю дівчиною і вражений іншою спокусливою дівчиною».
Хлопець та дівчина на фотографії відомі під своїми сценічними іменами «Маріо» та «Лаура». «Лаура» пізніше описала досвід зйомки: «Коли люди бачили, як ми зображаємо ці сцени на вулиці, вони вирішували зупинитися, щоб подивитися і посміятися, через що мені було важко зробити серйозне обличчя».

## Галерея

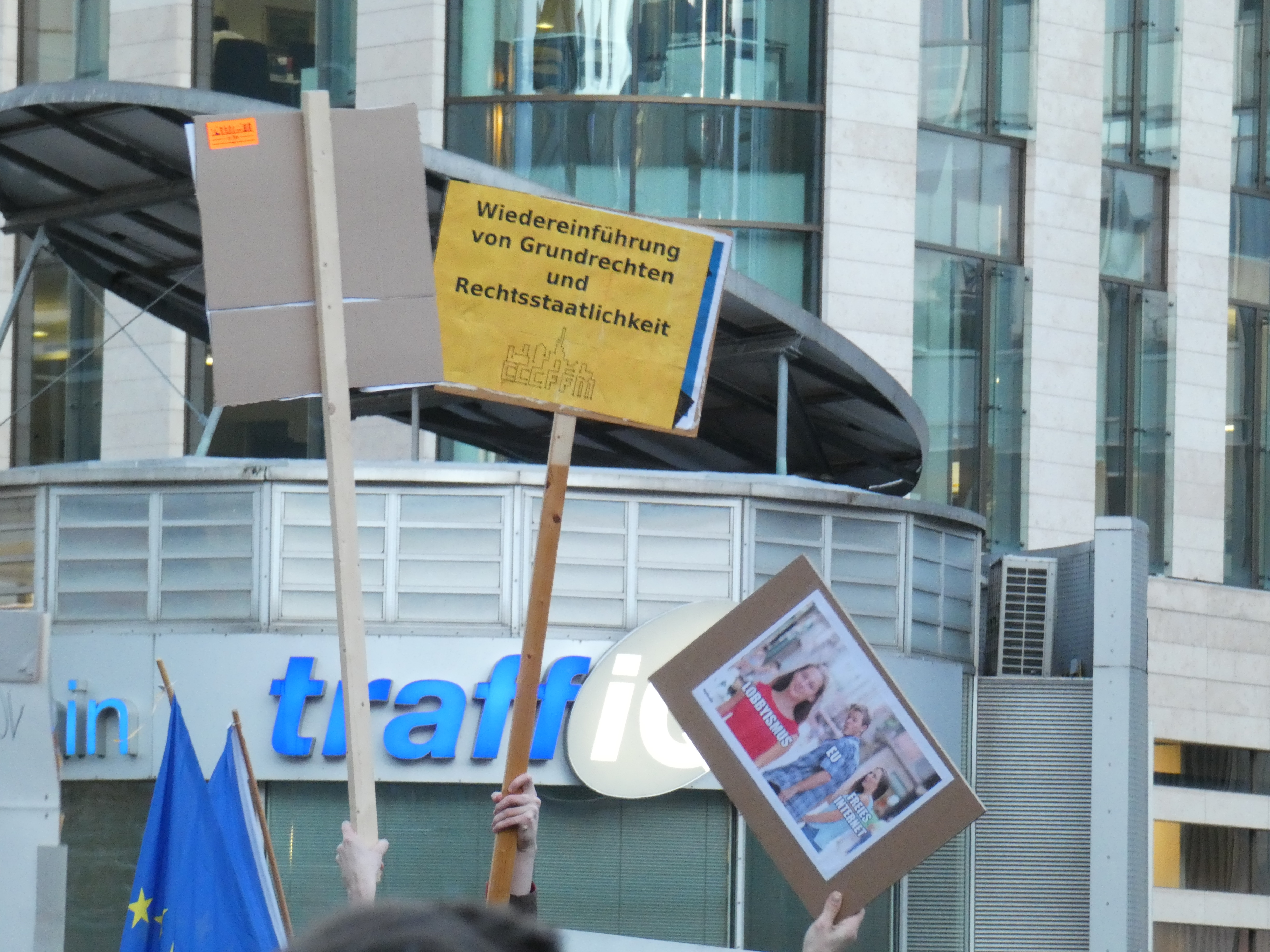
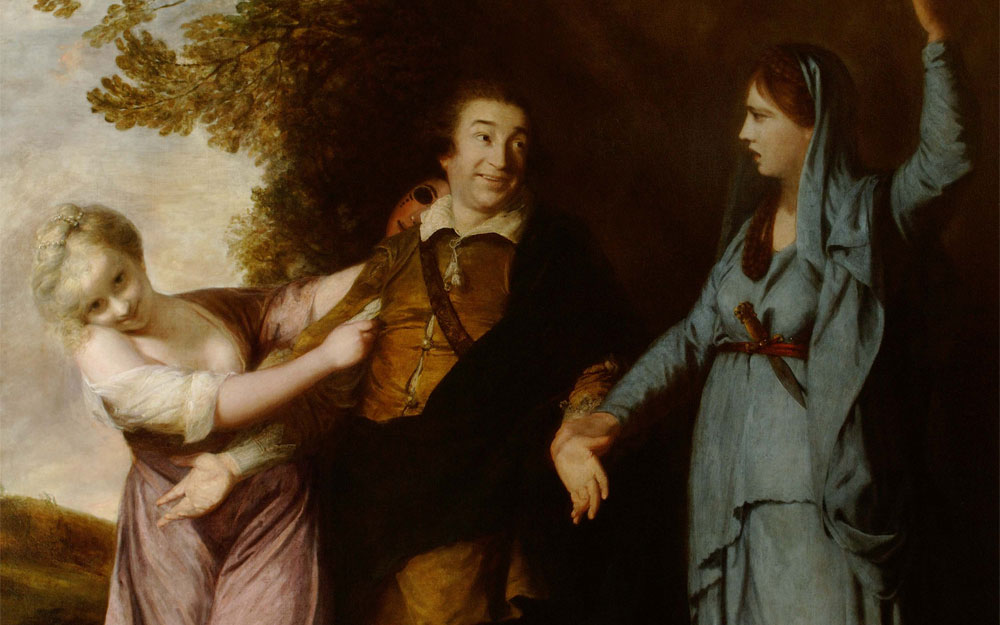
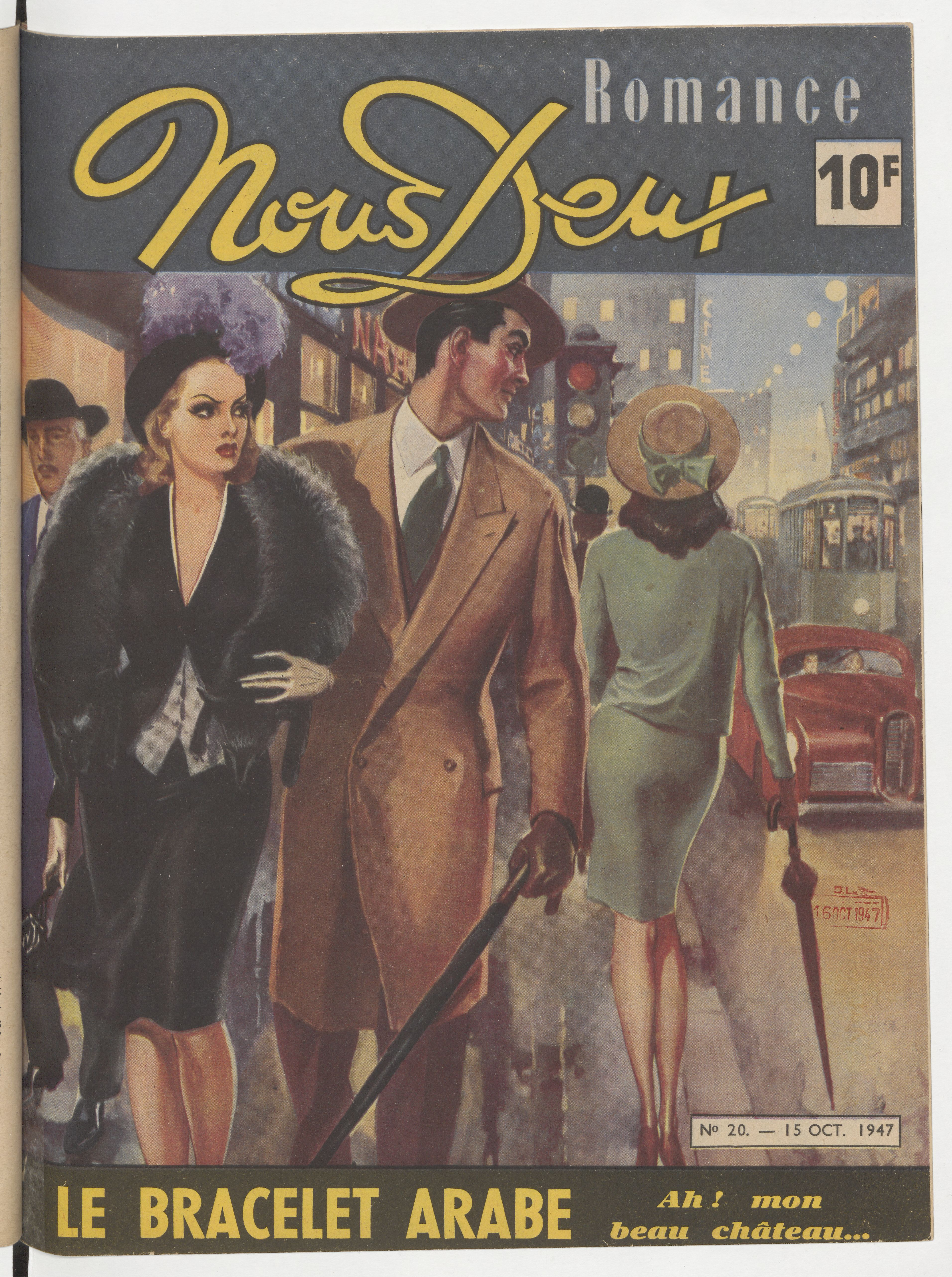
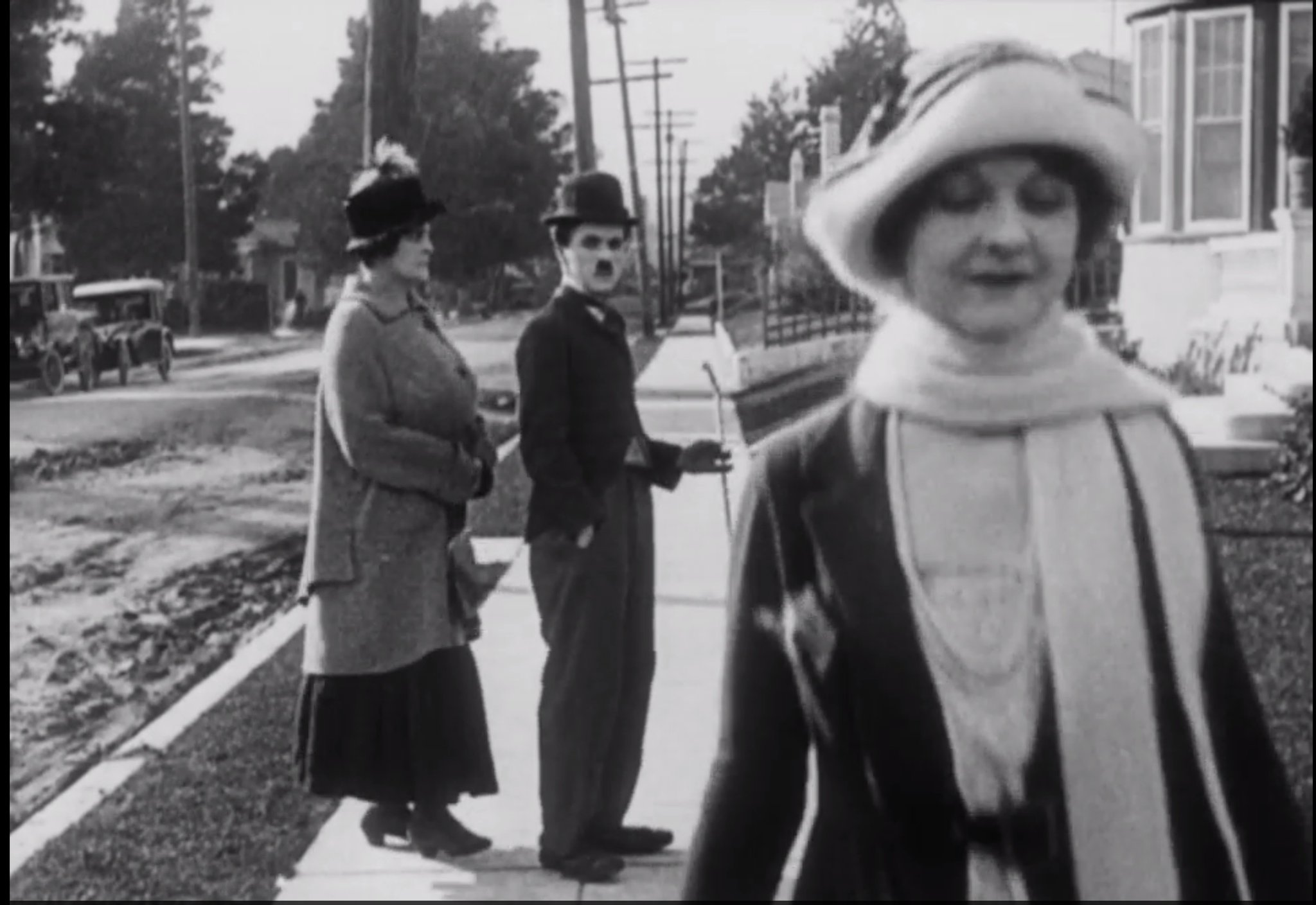